# SOKO Leipzig/Staffel 12
Die zwölfte Staffel der deutschen Krimiserie SOKO Leipzig feierte ihre Premiere am 14. Oktober 2011 auf dem Sender ZDF. Das Finale wurde am 30. März 2012 gesendet.
Die Episoden der Staffel wurden auf dem freitäglichen 21:15-Uhr-Sendeplatz erstausgestrahlt.
Erneut wurde, wie auch schon in vorangegangenen Staffeln, mit Die schwarze Witwe eine Episode in Spielfilmlänge (90 Minuten, anstatt der üblichen 45 Minuten Länge einer Episode) produziert.

## Darsteller
| Rollenname                                           | Schauspieler             |
| ---------------------------------------------------- | ------------------------ |
| Kriminalhauptkommissar Hans-Joachim Trautzschke      | Andreas Schmidt-Schaller |
| Kriminaloberkommissar Jan Maybach                    | Marco Girnth             |
| Kriminaloberkommissarin Ina Zimmermann               | Melanie Marschke         |
| Kriminalkommissaranwärter Vincent Becker             | Pablo Sprungala          |
| Kriminaloberkommissar Tom Kowalski                   | Steffen Schroeder        |
| Kriminalhauptkommissar Nikolaus Müller (LKA Sachsen) | Michael Schenk           |
| Polizeikommissar Milo Janssen                        | Florian Thunemann        |
| Kriminaloberrat Dr. Manfred Woernle                  | Michael Brandner         |
| Staatsanwalt Dr. Alexander Binz                      | Michael Rotschopf        |
| Rechtsmedizinerin Prof. Dr. Sabine Rossi             | Anna Stieblich           |
| Rechtsmedizinerin Dr. Stein                          | Judith Sehrbrock         |
| Laborant Lorenz Rettig                               | Daniel Steiner           |

## Episoden
| Nr. (ges.) | Nr. (St.) | Originaltitel                | Erstausstrahlung D | Regie              | Drehbuch                       | Zuschauer | Prod. code |
| --- | --------- | ---------------------------- | ------------------ | ------------------ | ------------------------------ | --------- | ---------- |
| 196 | 1         | Im Schattenreich             | 14. Okt. 2011      | Michael Wenning    | Markus Hoffmann, Uwe Kossmann  | 4,76 Mio. | 205        |
| Kriminalhauptkommissar Trautzschke bemerkt nach einem Kneipenbesuch zwei maskierte Männer und verfolgt diese in eine Tiefgarage. Dann fällt ein Schuss und der SOKO-Chef wird getroffen. Ihm scheint es wieder etwas besser zu gehen und er weist die Mitglieder seines Teams an, aber sie scheinen die Anweisungen ihres Teamleiters zu ignorieren. Was Trautzschke nicht ahnt, ist, dass er ins Wachkoma gefallen ist. |           |                              |                    |                    |                                |           |            |
| 197 | 2         | Vater, Mutter, Kind          | 21. Okt. 2011      | Michael Wenning    | Markus Hoffmann, Uwe Kossmann  | 4,97 Mio. | 206        |
| Die SOKO ist auf der Suche nach einem Mädchen. Dabei geraten die Ermittler der Leipziger Polizei zwischen die Fronten eines Rosenkrieges, in welchem nicht alle mit offenen Karten zu spielen scheinen. Gastdarsteller: Christian Blümel als Tobi Zimmermann |           |                              |                    |                    |                                |           |            |
| 198 | 3         | Das Ultimatum                | 28. Okt. 2011      | Michael Wenning    | Markus Hoffmann, Uwe Kossmann  | 4,66 Mio. | 207        |
| Eine junge Frau stürzt sich nach einer Vergewaltigung vom Dach eines Krankenhauses. Kriminaloberkommissarin Ina Zimmermann gelingt es nicht, das Mädchen vom Suizid abzuhalten und es werden routinemäßige interne Ermittlungen gegen die Kommissarin eingeleitet. Währenddessen glaubt der Vater des Mädchens an eine Mitschuld der Polizistin und nimmt sie als Geisel. Der vollkommen verzweifelte Mann will, dass sich die Kriminaloberkommissarin ebenfalls in den Tod stürzt, oder er bringt ihren Bruder Tobias um. Für die SOKO beginnt ein Wettlauf um Leben und Tod, der scheinbar nicht rechtzeitig gewonnen werden kann. Gastdarsteller: Christian Blümel als Tobi Zimmermann |           |                              |                    |                    |                                |           |            |
| 199 | 4         | Hajos letzter Fall           | 4. Nov. 2011       | Michael Wenning    | Markus Hoffmann, Uwe Kossmann  | 4,74 Mio. | 208        |
| Die SOKO muss im Fall der schwer verletzt aufgefundenen Tochter von Kriminalrat Dr. Woernle ermitteln. Es scheinen mysteriöse Dinge im Umfeld der jungen Frau vor sich gegangen zu sein und die Ermittler stoßen auf ein trauriges Geheimnis. Derweil will Dr. Woernle eine Stelle in dem Team der SOKO kürzen, Kriminalhauptkommissar Trautzschke fällt die Entscheidung gegen einen seiner Kollegen und Freunde so schwer, dass er selbst eine folgenschwere Entscheidung trifft. Als das Team von dieser erfährt, reagiert es jedoch anders, als der SOKO-Chef beabsichtigt hat. |           |                              |                    |                    |                                |           |            |
| 200 | 5         | Der Fall Gojko Mitić         | 18. Nov. 2011      | Maris Pfeiffer     | Frank Koopmann, Roland Heep    | 4,77 Mio. | 209        |
| Nachdem das gesamte Team der SOKO Leipzig gekündigt hat, widmen sich die ehemaligen Ermittler anderen Beschäftigungen und Kriminalrat Dr. Woernle hat kein freies Ermittlerteam mehr, welches er auf den neusten Fall ansetzten kann. Als Kriminalhauptkommissar Trautzschke jedoch erfährt, wer der Verdächtige ist, beschließt er, den Dienst wieder aufzunehmen und sein Team wieder in Dienst zu stellen. Schauspieler Gojko Mitić wird des Mordes verdächtigt, doch bei den Nachforschungen ergeben sich immer mehr Zweifel an dem Verdacht. Die Spur führt zu einem unveröffentlichten Karl-May-Buch, aber der SOKO-Chef und sein Idol tappen bei der Suche nach diesen in eine tödliche Falle. Gastdarsteller: Gojko Mitić |           |                              |                    |                    |                                |           |            |
| 201 | 6         | Das Mädchen im Park          | 25. Nov. 2011      | Stefan Bühling     | Jeanet Pfitzer, Roland Heep    | 4,43 Mio. | 210        |
| Eine junge Frau wird vollkommen verwirrt aufgefunden. Sie hat eine Amnesie und wurde anscheinend überfallen, doch als eine Leiche in der Nähe des Fundortes der jungen Frau entdeckt wird, muss die SOKO nun neben der Ermittlungen zum Ablauf der Tat an der jungen Frau auch den Mord aufklären. Um an Informationen über die Frau, welche ihren Namen vergessen hat, zu kommen, müssen die SOKO-Ermittler einen Beamten in ihre WG einschleusen. Diese Aufgabe muss Kriminalhauptkommissar Trautzschke übernehmen, doch dieser wurde von Kriminalrat Dr. Woernle vom Dienst suspendiert, um seine Handverletzung auszukurieren. |           |                              |                    |                    |                                |           |            |
| 202 | 7         | Mission to Mars              | 2. Dez. 2011       | Maris Pfeiffer     | Frank Koopmann, Roland Heep    | 3,83 Mio. | 211        |
| Während der Simulation einer Marsexpedition im psychologischen Institut in Leipzig wird der Kommandant ermordet. Die SOKO muss den Fall aufklären, ohne effektive Tatortspurensicherung betreiben zu können, da diese erst nach dem Ende der Mission stattfinden kann. Doch als den Ermittlern die wiederholte Flucht des Opfers aus dem „Raumschiff“ auffällt, nimmt der Fall eine neue Wendung. |           |                              |                    |                    |                                |           |            |
| 203 | 8         | Gottes Zoo ist groß          | 9. Dez. 2011       | Maris Pfeiffer     | Frank Koopmann, Jeanet Pfitzer | 4,38 Mio. | 212        |
| Zunächst sieht der Überfall auf einen Getränkemarkt mit zwei Toten nach dem Werk eines Serientäters aus, doch den SOKO-Ermittler fällt auf, dass es wahrscheinlich ein gezielter Anschlag auf die Angestellte Manuela Geseke war. Ihr Ex-Ehemann gerät unter Verdacht. Dieser will keinen Unterhalt für Manuela Geseke und sein vermeintliches Kind zahlen. Doch der Fall nimmt eine unerwartet spektakuläre Wende, als auch noch die schwangere Scheidungsanwältin des Opfers ermordet wird und die Ermittlungen eine nicht alltägliche Gemeinsamkeit zwischen den beiden Frauen ergeben. Derweil erwarten Kriminaloberkommissar Jan Maybach und Leni Trautzschke ihr gemeinsames Kind, doch der Termin verzögert sich und die beiden werden schon ungeduldig. |           |                              |                    |                    |                                |           |            |
| 204 | 9         | Feuerteufel                  | 16. Dez. 2011      | Robert Del Maestro | Heike Rübbert                  | 4,43 Mio. | 213        |
| Nachdem es bei einem erneuten Brand in Leipzig einen Toten gibt, steigt der mediale Druck auf die SOKO immer weiter an. Das Opfer war das Mitglied einer Freiwilligen Feuerwehr und dem sogenannten „Feuerteufel“ anscheinend auf die Spur. Den Kommissaren gelingt es dem Verdächtigen Daniel Mühlbach, welcher der Nachbar des Toten ist, eine Tatbeteiligung nachzuweisen und er gesteht im Verhör auch, aber in Leipzig brennt es erneut. |           |                              |                    |                    |                                |           |            |
| 205 | 10        | Die schwarze Witwe (90 min.) | 30. Dez. 2011      | Robert Del Maestro | Markus Hoffmann, Uwe Kossmann  | 3,98 Mio. | 219/220    |
| Jack Meadow, der ehemalige DCI der Londoner Polizei, besucht Kriminalhauptkommissar Trautzschke in Leipzig. Die beiden treffen in einer Bar auf eine vermeintliche Mörderin, die Meadow aus einem alten Fall kennt. Karen Bishop hatte in London vermutlich ihren Ehemann getötet und auch in Leipzig stirbt ihr jetziger Ehemann. Es sieht nach einem Selbstmord aus, eine Parallele zum alten Fall, doch das LKA Sachsen in Person von Müller und Stravinsky entzieht der SOKO den Fall und übernimmt ihn selbst. Die SOKO-Ermittler sind skeptisch und sollen recht behalten, doch als sie dies bemerken, ist es fast schon zu spät. Die Ermittler müssen ein Drama verhindern. Gastdarsteller: Simon Rouse als DCI Jack Meadows, Anica Dobra als Irene Karmann, Robert Dölle als Kommissar Stravinsky, Martin Becker als Frederik Bechtheimer, Jürg Löw als Wilhelm Bechtheimer, Hanka Rackwitz als Maklerin |           |                              |                    |                    |                                |           |            |
| 206 | 11        | Rollenspiel                  | 6. Jan. 2012       | Robert Del Maestro | Axel Hildebrand                | 4,56 Mio. | 214        |
| Der Bauingenieur Petersen wird auf brutale Weise ermordet. Es stellt sich heraus, dass Petersen ein Doppelleben mit Fetisch-Partys geführt hat. Die SOKO muss in der Domina-Szene ermitteln und Domina Cassandra befragen, aber diese nimmt Kriminaloberkommissar Maybach als Geisel und spielt mit ihm. Den Ermittlern läuft die Zeit davon und sie müssen die Identität der anderen Partyteilnehmern ermitteln, was sich als schwieriger als zunächst vermutet herausstellt. Gastdarsteller: Elena Uhlig als Lady Cassandra, Ulrike C. Tscharre als Doreen Petersen, Klaus Schindler als Dietmar Wilke |           |                              |                    |                    |                                |           |            |
| 207 | 12        | Junggesellinnenabschied      | 13. Jan. 2012      | Jörg Mielich       | Marija Erceg                   | 4,84 Mio. | 215        |
| Nach dem Junggesellinnenabschied von Heike Theumer wird Tatjana Walz tot aufgefunden. Es scheint mehrere verworrene Beziehungen im Umfeld der Toten und der Braut gegeben zu haben, doch keine bringt die Ermittler direkt zum Täter. Zum Problem für die Ermittlungen wird auch die Freundschaft von Polizeikommissar Milo Janssen zum Polizisten Ronny Bode, der auf der Party gekellnert hatte und zu einer unfassbaren Aktion genötigt wurde. Die Nachforschungen geraten ins Stocken, aber dann begeht Familienvater Ronny Bode eine Verzweiflungstat. Gastdarsteller: Loretta Pflaum als Heike Theumer, Julia Malik als Rita Jochmann, Claudia Mehnert als Tatjana Walz |           |                              |                    |                    |                                |           |            |
| 208 | 13        | Spiel, Satz, Tod             | 20. Jan. 2012      | Jörg Mielich       | Eva Zahn, Volker A. Zahn       | 4,85 Mio. | 216        |
| Die SOKO wird mit dem prominenten Vermisstenfall von der 16-jährigen Tennisspielerin Mira König betraut. Sie war eine der großen deutschen Hoffnungen für die Zukunft, doch nun ist sie nach dem Training spurlos verschwunden. Da es Streit in der Familie gab und die Ermittlungen keine Anhaltspunkte für ein Gewaltverbrechen offenbaren, gehen die Ermittler von einem freiwilligen Verschwinden aus. Allerdings wird wenig später Miras Leiche gefunden und der Fall wird im Rahmen einer Mordermittlung neu aufgerollt. Es kommt ein trauriges Drama ans Tageslicht. Währenddessen bekommt der junge Kriminalkommissaranwärter Vincent Becker nach vielen Jahren Besuch von seinem Vater, der ihm die Wahrheit über seine Mutter offenbart. Gastdarsteller: Simon Licht als Peter König, Susanne Hoss als Annette König, Martin Feifel als Michael Becker |           |                              |                    |                    |                                |           |            |
| 209 | 14        | Ans Messer geliefert         | 20. Jan. 2012      | Jörg Mielich       | Eva Zahn, Voker A. Zahn        | 5,64 Mio. | 217        |
| Der Leiter einer Zahnklinik, Professor Heinrich Feldhaus, wird mit einem Messer attackiert und fällt ins Koma. Der Täter René Heppler kann schnell gefasst werden, doch es scheint kein Motiv für die gut geplante Tat zu geben und der Verdächtige schweigt. Die Ermittler sind ratlos, es stellt sich heraus, dass Feldhaus vermutlich pädophil war und Heppler und er sich in der Kindheit des Täters schon einmal begegnet sind, aber die Beweise fehlen. Es geraten Hepplers Lebensgefährte David Schönbohm und die Tochter des Opfers, Mareike Feldhaus, unter Verdacht. Kriminalkommissaranwärter Becker ermittelt als Patient in der Klinik, als der Angegriffene wieder aus dem Koma erwacht und der Fall auf einmal ganz logisch erscheint. Gastdarsteller: Oliver Bendele als René Heppler, Sonsee Neu als Simone Jäger, Martin Feifel als Michael Becker |           |                              |                    |                    |                                |           |            |
| 210 | 15        | Ich bin dann mal weg         | 27. Jan. 2012      | Jörg Mielich       | Eva Zahn, Volker A. Zahn       | 5,17 Mio. | 218        |
| Als der Geschäftsführer eines Leipziger Pharma-Unternehmens, Norbert Eppelmann, ermordet wird, gerät Michael Becker, Vater von Kriminalkommissaranwärter Vincent Becker, unter Mordverdacht. Er hatte den Toten in seiner Tätigkeit als Privatdetektiv beobachtet und folglich finden sich seine Spuren im Haus. Während der Vater des SOKO-Ermittlers seine Unschuld beteuert, wird er von Zeugen, Bekannten des Opfers und seinem Chef schwer belastet. Der Kommissar wird vom Dienst suspendiert und ermittelt auf eigene Faust, wobei er und sein Vater eine folgenschwere Entscheidung treffen. Gastdarsteller: Roman Knižka als Thorsten Fricke, Prodromos Antoniadis als Konrad Latuschek, Martin Glade als Frederic Noll, Martin Feifel als Michael Becker |           |                              |                    |                    |                                |           |            |
| 211 | 16        | Clear                        | 3. Feb. 2012       | Jörg Mielich       | Marc Terjung                   | 4,61 Mio. | 222        |
| Markus Kilian, ein beliebter Nachhilfelehrer und Mitglied bei Scientology, wird erschossen. Geständig ist seine Kollegin Verena Lindengart, welche ebenfalls Mitglied bei Scientology ist, doch die Ermittler zweifeln am Geständnis und rollen den Fall kurz vor der großen Pressekonferenz der Leipziger Polizei, die extra wegen der Aufklärung des Falles anberaumt wurde, nochmal auf. Das SOKO-Team, welches nun ohne Kriminalkommissaranwärter Vincent Becker auskommen muss, geht jeden Ermittlungsschritt noch einmal durch und findet Ungereimtheiten, die eine traurige Realität zeigen. Gastdarsteller: Johanna Gastdorf als Verena Lindengart, Frank Leo Schröder als Bernd Sammers, Matthias Bollwerk als Alexander Sammers, Corinna Waldbauer als Elisabeth Sammers, Josephine Kremberg als Adriana Aue, Ben Unterkofler als Edwin Bernas, Verena Noll als Sabine Aue, Rayk Gaida als Stefan Aue, Sabine Falkenberg als Klara Bernas, Sina-Maria Gerhardt als Scientologin Johanna, Holger Daemgen als Chefscientologe |           |                              |                    |                    |                                |           |            |
| 212 | 17        | Kind in Angst                | 10. Feb. 2012      | Jörg Mielich       | Wiebke Jaspersen               | 4,6 Mio.  | 221        |
| Kriminaloberkommissar Maybach erwischt den zehnjährigen Jakob beim Ladendiebstahl und nimmt ihn mit auf das Polizeipräsidium, wo der Junge von einem Mordfall erfährt und seinen zukünftigen Stiefvater des Mordes bezichtigt. Die Ermittler glauben, dass Jakob nur die Hochzeit von seiner Mutter Gitte Ehrmann und Arno Krieger verhindern möchte, und sehen keinen Zusammenhang zwischen dem Mordfall von Arno Krieger. Auch scheint dieser in keiner Beziehung zum Opfer gestanden zu haben. Da auch eher die Freundin des Toten verdächtig ist, gehen die Ermittler der Aussage des Jungen nicht nach, was sich bald als fataler Fehler herausstellen soll. Gastdarsteller: Heikko Deutschmann als Arno Krieger, Julia Bremermann als Manuela Hilchenbach, Alexandra Schalaudek als Gitte Ehrmann, Moritz Klaus als Jakob Ehrmann, Raul Semmler als junger Arno Krieger, Raimund Widra als Gerd Unterhorst, Niklas Bardeli als Jens Marquard |           |                              |                    |                    |                                |           |            |
| 213 | 18        | Fightclub                    | 24. Feb. 2012      | Oren Schmuckler    | Wiebke Jaspersen               | 5,52 Mio. | 225        |
| Die SOKO wird zur übel zugerichteten Leiche des Kampfsportlers Dennis gerufen. Die Spur führt in das Fitnessstudio, in welchem auch Kriminaloberkommissar Jan Maybach trainiert, wo illegale Kampfwetten abgeschlossen werden. Kriminaloberkommissarin Zimmermann ermittelt undercover, doch Jan Maybachs Fitnesstrainer Tom Kowalski lässt ihre Tarnung auffliegen. Es stellt sich heraus, dass Kowalski Kriminaloberkommissar a. D. ist und früher für das LKA Sachsen in Chemnitz gearbeitet hat. Er bietet sich der SOKO als Lockvogel an, doch diese ist über den Einsatz schwer zerstritten, entschließt sich jedoch das Angebot anzunehmen, aber die Aktion gerät völlig außer Kontrolle. Gastdarsteller: Claude-Oliver Rudolph als Axel Wallner, Mark Zak als Igor Levko, Andy Magro als Dennis Kaufmann, Tobias Retzlaff als Andy, Antonio Wannek als Maik Leber, Pia Micaela Barucki als Nicole, Patrick Baehr als Markus Wallner |           |                              |                    |                    |                                |           |            |
| 214 | 19        | Auge um Auge                 | 2. März 2012       | Oren Schmuckler    | Axel Hildebrand                | 4,09 Mio. | 226        |
| Als ein aktenkundiger Krimineller ermordet wird, führt die Spur zu einem der meistgesuchten Verbrecher Deutschland. Marvin Schröter scheint sich in Leipzig aufzuhalten, die Kommissare ermitteln, dass er seinem Neffen Knochenmark spenden will. Unterstützt von Kriminaloberkommissar a. D. Tom Kowalski, der wegen der geringen Personaldecke und des spannenden Falls einspringt, will die SOKO Schröter nach der OP festnehmen. Bei der Observation verliert Staatsanwalt Dr. Binz jedoch die Nerven und befiehlt den frühzeitigen Zugriff. Schröter, der nach seiner Festnahme die Knochenmarkspende verweigert und somit das Leben seines Neffen aufs Spiel setzt, will freigelassen werden. Dr. Binz ist entsetzt und ratlos, denn er will den Jungen nicht sterben lassen, aber Schröter soll der SOKO auch nicht entwischen. Als der Staatsanwalt eine Entscheidung treffen will, ist es zu spät, denn Kriminaloberkommissar a. D. Kowalski hat bereits auf eigene Faust gehandelt. Gastdarsteller: Uwe Bohm als Marvin Schröter, Sanne Schnapp als Sabine Schröter, Bela Rölcke als Dennis Schröter, Hans Brückner als Udo Feller, Stefan Kaminsky als Polizist Schneider |           |                              |                    |                    |                                |           |            |
| 215 | 20        | Frischfleisch                | 9. März 2012       | Oren Schmuckler    | Axel Hildebrand                | 5,11 Mio. | 227        |
| Michael Terdegen wird brutal niedergeschlagen und erliegt wenig später seinen Verletzungen. Michaels Ehemann, Gerhard Terdegen, scheint der SOKO etwas zu verschweigen, doch auch Kristi, ein 15-jähriger aus Osteuropa, gerät ins Visier der Ermittlungen. Die Kommissare sind zunächst ratlos, doch dann flieht Kristi aus der Obhut von Streetworker Olav. Der Fall nimmt eine ungeahnte Wendung und die Ermittler kommen dem Täter auf die Spur. |           |                              |                    |                    |                                |           |            |
| 216 | 21        | Stilbruch                    | 16. März 2012      | Oren Schmuckler    | Lisa Zeitz                     | 4,79 Mio. | 228        |
| Die Leipziger Künstlerin Minna Tacke wird ermordet. Die Ermittler finden schnell heraus, dass es sich um einen Raubmord handelt, doch es fehlen ihnen die Verdächtigen. Die Kommissare sich ratlos, aber als sie die Personen im Umfeld der Künstlerin etwas genauer beleuchten, findet sich bei jedem ein Geheimnis, welches durchaus ein Mordmotiv darstellen könnte. |           |                              |                    |                    |                                |           |            |
| 217 | 22        | Die Tote im Wald – Teil 1    | 23. März 2012      | Patrick Winczewski | Steve Bailie                   | 4,39 Mio. | 223        |
| Als die Ermittler zu einer Wohnung in Leipzig gerufen werden, in welcher Blutspuren gefunden wurden, und sich herausstellt, dass diese zu einer Toten in den Rochlitzer Bergen passen könnten, machen sich die Kriminaloberkommissare Ina Zimmermann und Jan Maybach auf dem Weg zum Fundort. Doch als die beiden dort angekommen sind und sich auf die Suche nach Zeugen machen, treffen sie auf die Gruppe eines abenteuerlichen Trainingscamps und geraten in Gefahr. Währenddessen suchen Kriminalhauptkommissar Trautzschke und Kriminaloberkommissar Kowalski in Leipzig nach Spuren, allerdings machen sie sich auch Sorgen um ihre Kollegen, von denen sie seit Stunden nichts mehr gehört haben. |           |                              |                    |                    |                                |           |            |
| 218 | 23        | Die Tote im Wald – Teil 2    | 30. März 2012      | Patrick Winczewski | Steve Bailie                   | 4,34 Mio. | 224        |
| Kriminaloberkommissarin Ina Zimmermann und Kriminaloberkommissar Jan Maybach flüchten vor Martin Wolff und seinen Söhnen Ulrich und Bruno, den Leitern des paramilitärischen Camp. Begleitet werden sie vom BND-V-Mann Rolf Metzger, der in dem Camp eingeschleust wurde und von den SOKO-Beamten befreit wurde. Doch als die Drei an einer Felsschlucht ankommen, scheinen die Verfolger einen Vorteil gewonnen zu haben und die Kommissare müssen sich einen Plan überlegen. |           |                              |                    |                    |                                |           |            |